# Michael Mohns
Michael Mohns (* 15. April 1955 in Berlin) ist ein deutscher Bildhauer.

## Leben
Michael Mohns studierte nach dem Abitur ab 1973 an der Humboldt-Universität zu Berlin, Sektion Tierproduktion/Veterinärmedizin Fischereibiologie und schloss das Studium mit dem Diplom ab. Von 1981 bis 1984 absolvierte er ein Studium der Bildhauerei an der Kunsthochschule Berlin-Weißensee, unter anderem bei Eberhard Bachmann und Jo Jastram. Seit 1984 arbeitet Michael Mohns als freischaffender Künstler. Er lebt und arbeitet in Tarnow (Mecklenburg).

## Auszeichnungen

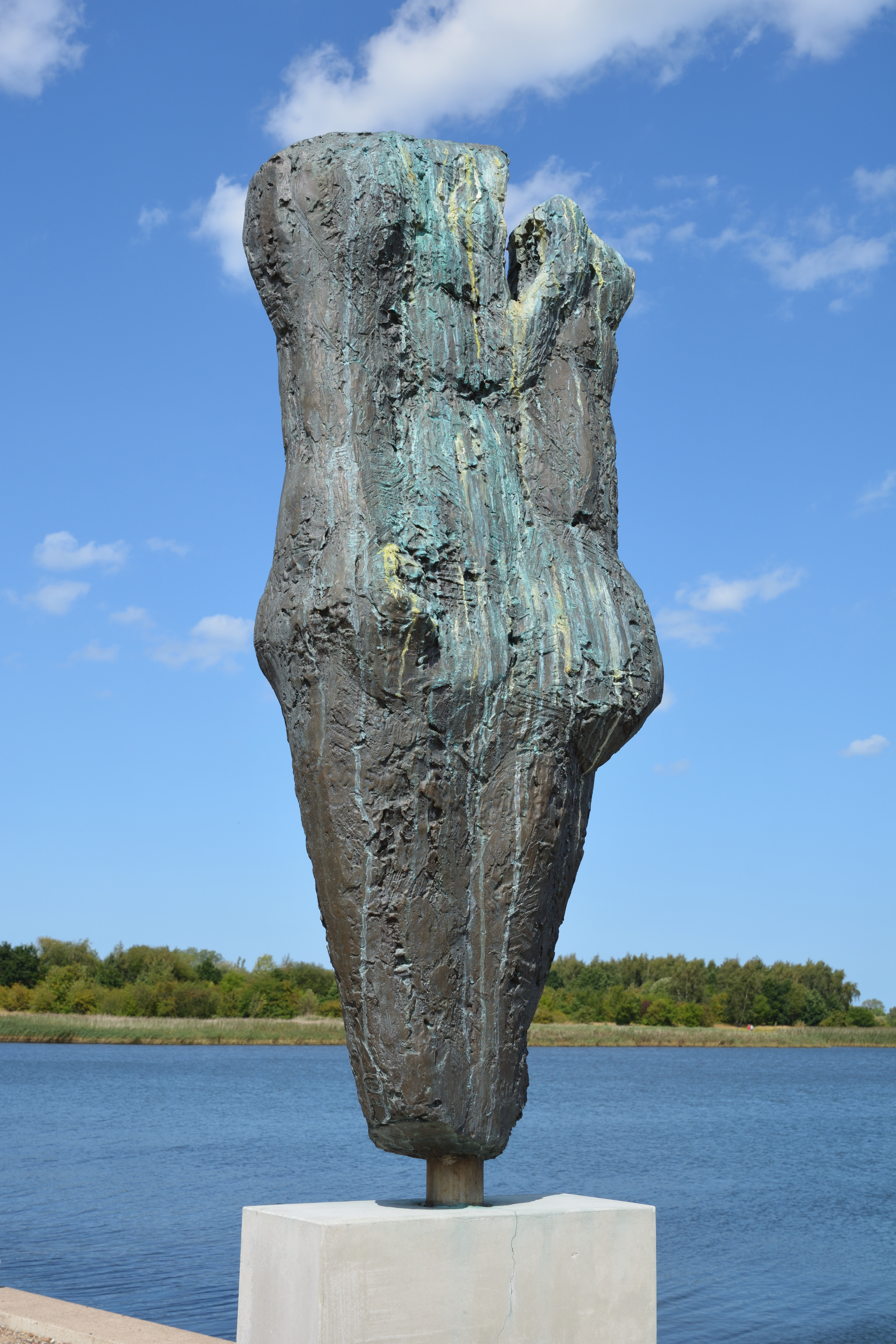
Levathan (2003) in Rostock

- 1989 Gustav-Weidanz-Preis für Plastik
- 1993 Caspar-David-Friedrich-Förderpreis, Mecklenburg-Vorpommern
- 1993–94 Arbeitsstipendium der Akademie der Künste (Berlin), Förderstipendium der Stadt Neubrandenburg
- 1997 1. Preis Schneeskulpturenfestival Kiruna, Schweden
- 1998 	Leeraner Kunstpreis 1998 für Bildhauerei

## Werke (Auswahl)
- 1998 LVA Neubrandenburg, Schädel, zweiteilig, Marmor
- 1999 Parchim, Marktplatzbrunnen, Granit/Bronze
- 1999 Güstrow, Stier, Bronze
- 1999 Gnoien, Marktplatzbrunnen, Bronze
- 2002 Oldenburg, Porträtbüste R. Bultmann, Bronze
- 2003 Rostock, IGA GmbH, Leviathan, Bronze
- 2004 Stralsund, BFW, Mann mit Fisch, Marmor
- 2005 Güstrow, Thünensche Ringe, Fachschule Johann von Thünen
- 2009 Eckernförde, Porträtrelief, L. v. Stein, F. W.Otte